# Масена Моке
Масена Моке е бивш футболист от ДР Конго, нападател. Играл е в българското първенство за  Берое, Черно море и Вихрен Сандански.

## Кариера
Юноша е на ДСМП Конго. Дебютира в професионалния футбол с екипа на португалския Жил Висенте през 1997 г. От 1999 до 2001 г. е играч на тунизийския Есперанс, като става двукратен шампион на страната и печели Шампионската лига на Африка.
В началото на 2001 г. подписва с българския ЦСКА. Прекарва година и половина на „Армията“, но престоят му е разочароващ като вкарва само 5 гола в 35 срещи във всички турнири. През април 2002 г. е изгонен от отбора поради неявяване на тренировки. Самият футболист заявява, че напуска отбора поради неизплатени заплати.
След като напуска ЦСКА година и половина остава без отбор. Изкарва проби във френския Амиен, но през януари 2004 г. подписва с Берое по покана на Аспарух Никодимов. Помага на тима да спечели промоция в А група и през следващия сезон 2004/05 става голмайстор на отбора с 10 гола в елита. През сезон 2005/06 играе за Дубай Кълчъръл Спортс Клъб в ОАЕ.
През 2006 г. облича екипа на Черно море, като вкарва 11 попадения в 38 мача. Престоят му във варненския тим не минава безпроблемно, като Моке често нарушава режима. През 2007 г. изкарва проби в китайски отбор, но не се стига до трансфер.
През сезон 2008/09 играе за Вихрен (Сандански), като записва 6 мача и вкарва 1 гол.

## Успехи
- Шампион на Тунис – 1999, 2000
- Шампионска лига на Африка
- Б група – 2003/04